# Стефан Даскалов
Стефан Иванов Даскалов е български политик от Българския земеделски народен съюз (БЗНС), министър на обществените сгради, пътищата и благоустройството през 1944 година.

## Биография
Стефан Даскалов е роден през 1880 година в село Бяла черква, Павликенско. Негов по-малък брат е политикът от БЗНС Райко Даскалов. Стефан Даскалов работи като журналист и участва активно в БЗНС, като през 1919-1923 година е депутат. След разцеплението на съюза остава в БЗНС „Врабча 1“, член е на неговото Постоянно присъствие (1931), в периода 1927-1932 година е редактор на вестник „Земеделско знаме“.
На 25.08.1931 г. в XXIII обикновено народно събрание земеделската парламентарна група съобщава, че се е конституирала, с председател Стефан Даскалов.
На 25.08.1931 г., по време на същото трето заседание от първата извънредна сесия Александър Цанков се отказва от избора си в Ореховската избирателна околия, а приема избора си в централната листа, защото все още се извършват парламентарни проверки и изборът в Ореховска околия все още не е утвърден.
На следващия ден, 26.08.1931 г. и Стефан Цанов, вероятно по същата причина, се отказва от мандата си в Ореховската избирателна околия, а приема избора си в Берковската избирателна околия.
На 23.12.1931 г., на 30.12.1931 г. и на 31.12.1931 г. в XXIII обикновено народно събрание продължават разискванията по избора, произведен в Ореховската избирателна околия, като на 31.12.1931 г. се приема предложението за касиране на избора в цялата Оряховска околия.
Посещението на политическия елит на БЗНС „Врабча 1“ (Вергил Димов, Стефан Даскалов, Константин Муравиев и др.)на 27.12.1931 г. в село Малорад, Ореховска околия, на сватбата на активиста на БЗНС „Врабча 1“ - Йордан Иванов Влахов, брат на околийския областен управител на Оряхово и народен представител в XXIII обикновено народно събрание - Димитър Иванов Влахов окуражаване населението, очакващо ще бъдат ли касирани изборите в Ореховска околия.
През 1933-1934 година Стефан Даскалов е подпредседател на Народното събрание.
От 2 до 9 септември 1944 година Даскалов е министър на обществените сгради, пътищата и благоустройството в правителството на Константин Муравиев. По тази причина през 1945 година е осъден от т.нар. „Народен съд“ на една година затвор условно и една година лишаване от граждански права.. Датата и мястото му на смъртта остават неизвестни. Реабилитиран посмъртно от Върховния съд на 26 август 1996 година.